# 다르코 밀라니치
다르코 밀라니치(슬로베니아어: Darko Milanič, 1967년 12월 18일 ~ )는 슬로베니아의 축구 선수, 감독으로 현역 시절 포지션은 센터백이다. 유로 2000 대회에서 슬로베니아 대표팀의 주장으로 출전했다.

## 수상

### 선수
파르티잔
- 1986-87 유고슬라비아 1부 리그 우승
- 유고슬라비아 1부 리그 준우승 : 1987-88, 1991-92
- 유고슬라비아 컵 : 1988-89, 1991-92

 슈투름 그라츠
- 오스트리아 분데스리가 : 1997-98, 1998-99
- 오스트리아 분데스리가 준우승 : 1994–95, 1995-96, 1999-00
- 오스트리아 컵 : 1995-96, 1996-97, 1998-99
- 1997-98 오스트리아 컵 준우승
- 오스트리아 슈퍼컵 : 1996, 1998, 1999
- 1997년 오스트리아 슈퍼컵 준우승

### 감독
마리보르
- 슬로베니아 프르바리가 : 2008-09, 2010-11, 2011-12, 2012-13
- 2009-10 슬로베니아 프르바리가 준우승
- 슬로베니아 컵 : 2009-10, 2011-12, 2012-13
- 2010-11 슬로베니아 컵 준우승
- 슬로베니아 슈퍼컵 : 2009, 2012
- 슬로베니아 슈퍼컵 우승 : 2010, 2011